# 1796年卡斯蒂廖内战役战斗序列

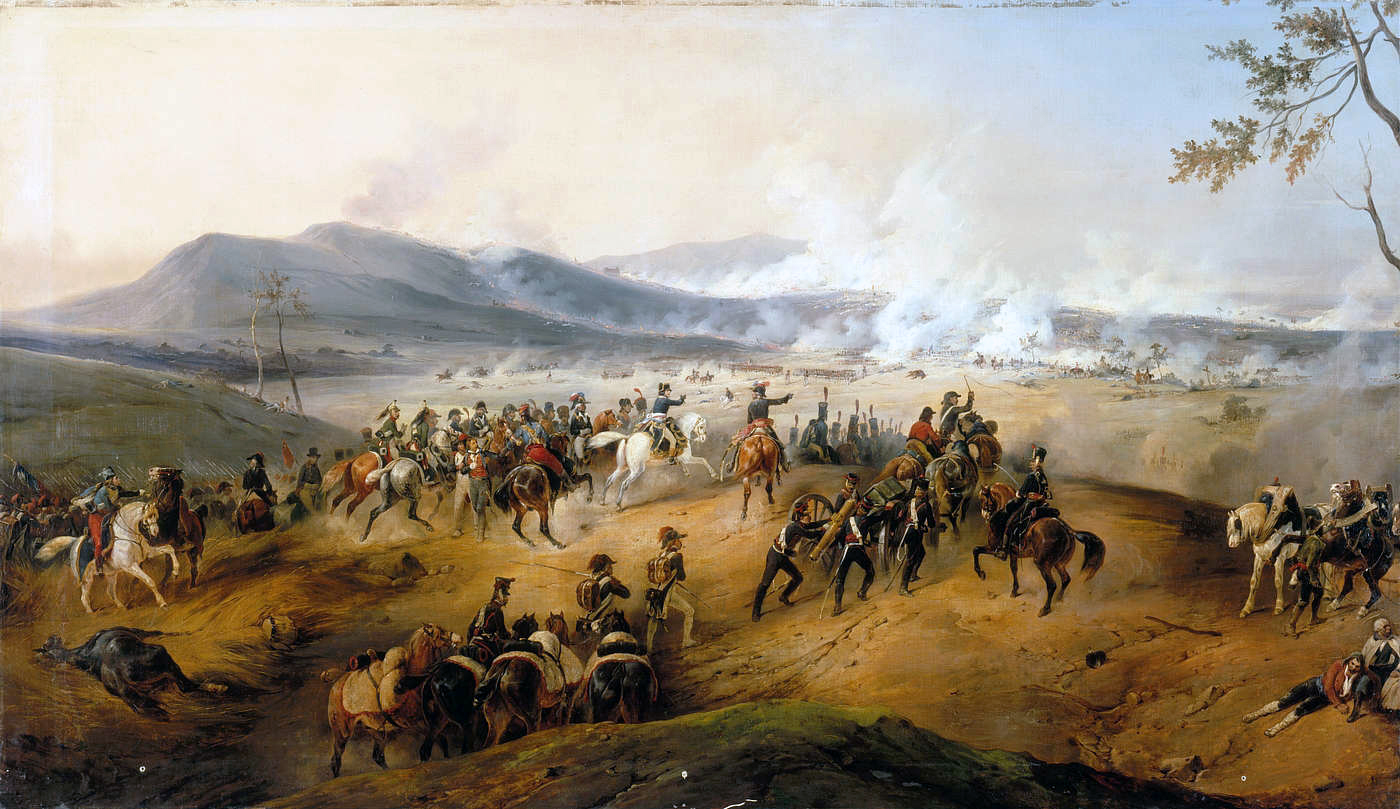
卡斯蒂廖内戰役 by Victor Adam (1836年)

1796年8月5日的卡斯蒂廖内战役，法國的義大利軍團在拿破崙將軍的率領下，擊敗了由達戈貝爾·西格蒙德·馮·維爾姆澤元帥所率領的奧地利軍隊。 卡斯蒂廖内戰役及洛纳托战役為奧軍第一次嘗試解圍曼圖亞的兩場主要攻勢。當維爾姆澤率領三個縱隊推進至加爾達湖東側時，彼得·格沃茲達諾維奇則率其指揮的部隊至加爾達湖西側。奧軍擊退了法軍，並迫使拿破崙放棄圍城。 然而，拿破崙卻集結法軍至格沃茲達諾維奇部所在地，並於持續一周的戰鬥後逼迫該部撤退。在解決格沃茲達諾維奇的部隊後，拿破崙率軍轉向維爾姆澤的部隊，並同樣擊敗了該主力軍。 隨後，法軍擊退了曼圖亞的部隊，並再次封鎖與包圍了該城。

## 法軍

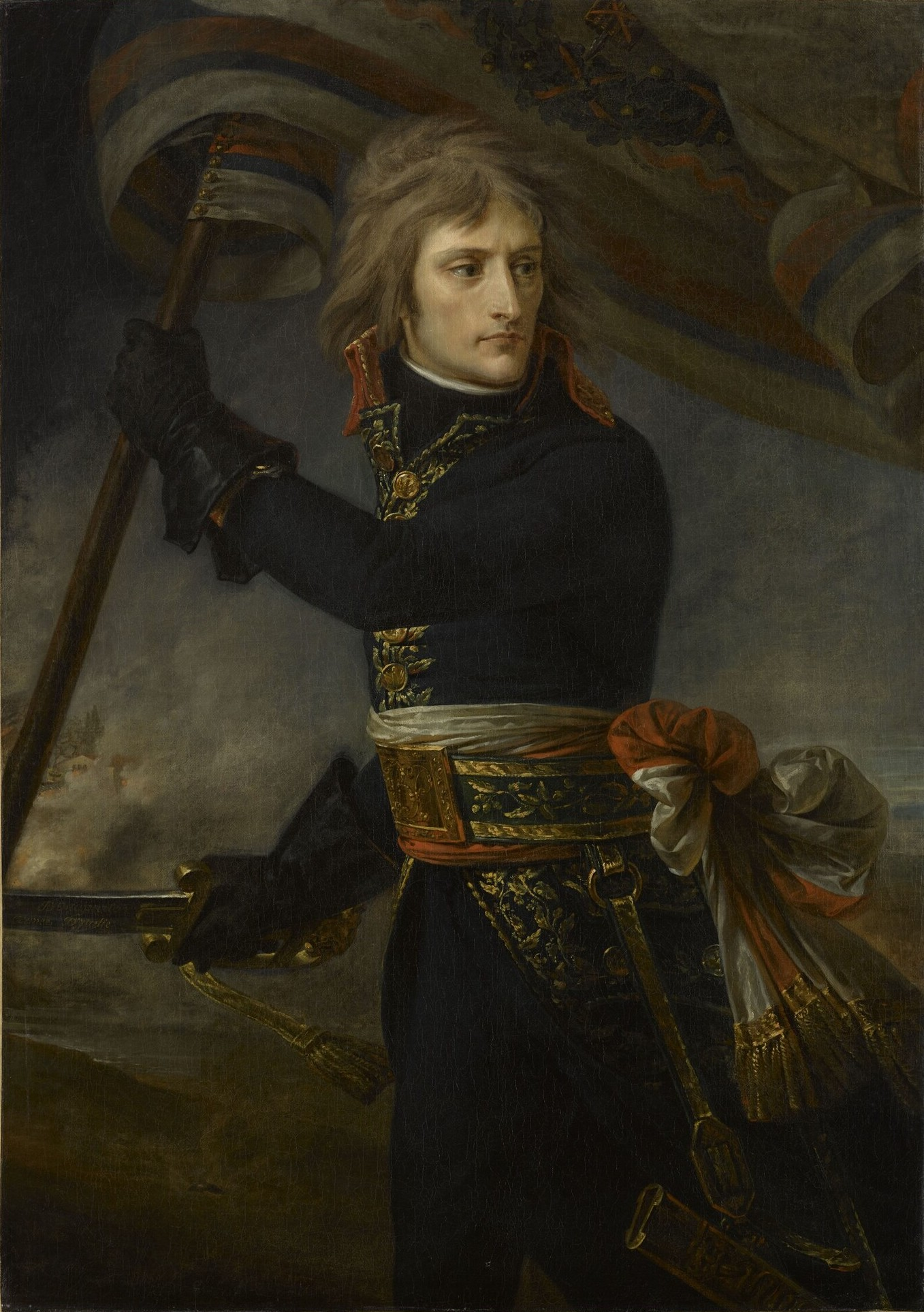
拿破崙·波拿巴

- 義大利兵團: 拿破崙·波拿巴 (42,049人)[6][7]
  - 師: 師長（英语：General of Division） 安德烈·馬塞納 (15,391人)
    - 旅: 旅長（英语：General of Brigade） 巴泰勒米·卡特林·儒貝爾
    - 旅: 旅長 安托万·马里·沙芒·德·拉瓦莱特（法语：Antoine Marie Chamans de Lavalette）
    - 旅: 旅長 安托萬-紀堯姆·朗蓬（英语：Antoine-Guillaume Rampon）
    - 旅: 旅長 克勞德·皮爾林·維克托
    - 旅: 旅長 让·约瑟夫·马格德莱纳·皮容（英语：Jean Joseph Magdeleine Pijon）
    - 旅: 旅長 保羅·紀堯姆 (Paul Guillaume)

  - 師: 師長 皮埃爾·奧熱羅 (5,368人)
    - 旅: 旅長 馬修·貝蘭德 (Martial Beyrand) †
    - 旅: 旅長 讓·吉爾·安德烈·羅伯特 (Jean Gilles André Robert)
    - 旅: 旅長 加斯帕尔·阿梅代·加尔达纳（英语：Gaspard Amédée Gardanne）

  - 師: 師長 皮埃爾·弗朗索瓦·索雷（英语：Pierre Francois Sauret） (4,462人)
    - 旅: 旅長 吉恩·約瑟夫·吉厄（英语：Jean Joseph Guieu）
    - 旅: 旅長 讓-巴蒂斯特·多米尼克·魯斯卡（英语：Jean-Baptiste Dominique Rusca）

  - 師: 師長 讓-馬蒂厄-菲利貝爾·塞律里埃 副師長 帕斯卡爾·安托萬·菲奧雷拉（英语：Pascal Antoine Fiorella） (10,521人)
    - 旅: 旅長 路易·佩爾蒂埃 (Louis Pelletier)
    - 旅: 旅長 夏尔·弗朗索瓦·沙尔东 (Charles François Charton)
    - 旅: 旅長 埃马纽埃尔·热尔韦·德·勒尔加兹·德·塞尔维耶 (Emmanuel Gervais de Roergaz de Serviez)
    - 旅: 旅長 克洛德·达勒马涅（英语：Claude Dallemagne）

  - 師: 師長 亚森特·弗朗索瓦·约瑟夫·德皮努瓦（英语：Hyacinthe Francois Joseph Despinoy） (4,772人)
    - 旅: 旅長 尼古拉·贝尔坦 (Nicolas Bertin)
    - 旅: 旅長 讓-巴蒂斯特·塞沃尼（英语：Jean-Baptiste Cervoni）

  - 騎兵師: 師長 查爾斯·愛德華·詹寧斯·德·基爾梅恩（英语：Charles Edward Jennings de Kilmaine） (1,535人)
    - 旅: 旅長 马克-安托万·德·博蒙

## 奧軍

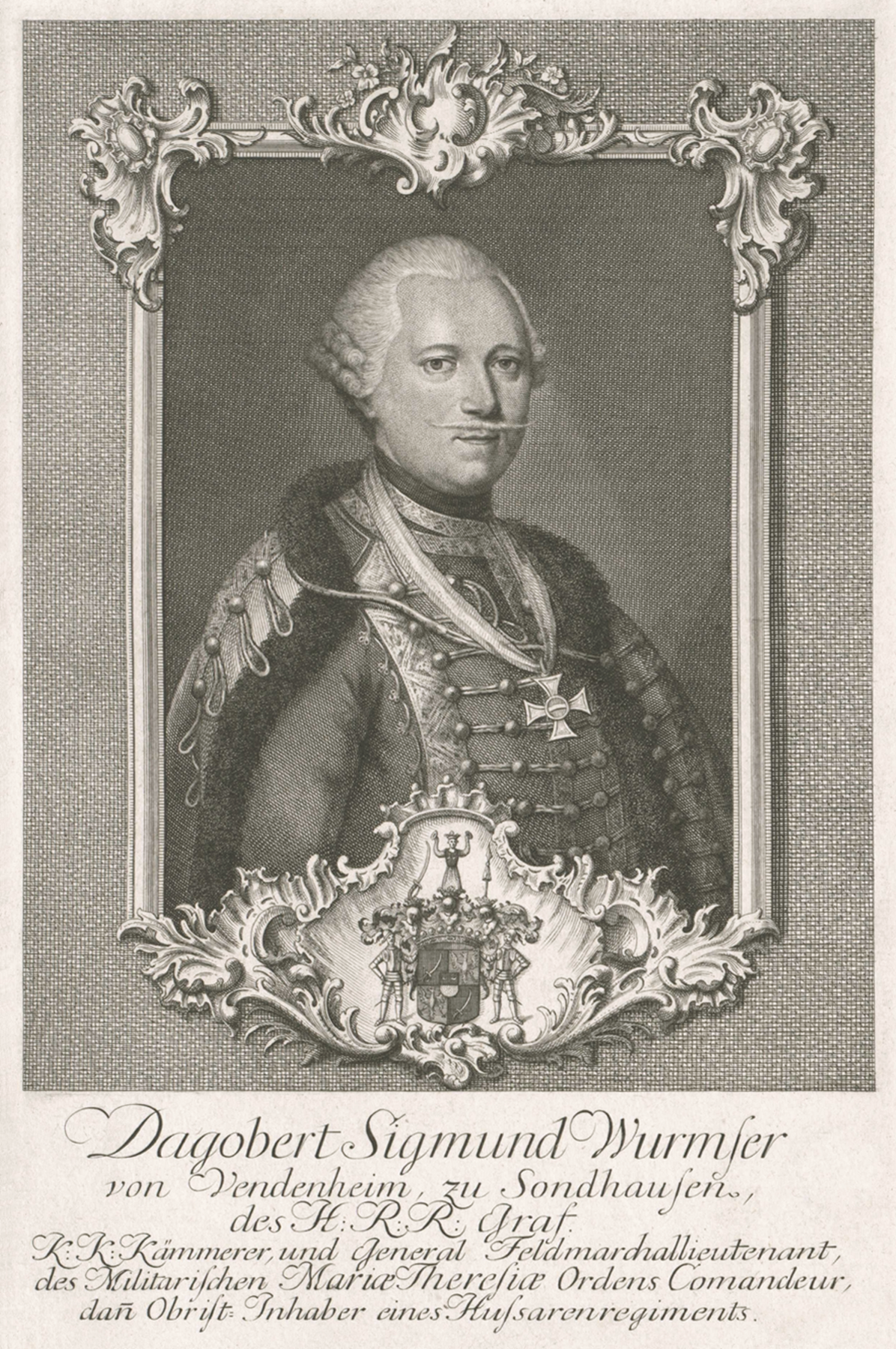
達戈貝爾·西格蒙德·馮·維爾姆澤

- 奧軍: 達戈貝爾·西格蒙德·馮·維爾姆澤元帥 (60,690人、98個陣地及94門步兵炮)[8][9]
  - 右(第一)縱隊: 陸軍元帥（英语：Feldmarschall-Leutnant） 彼得·維圖斯·馮·格沃茲達諾維奇（英语：Peter Vitus von Quosdanovich） (17,621人)
    - 旅: 少將 羅伊斯-普勞恩的海因里希十四世親王（英语：Prince Heinrich XV of Reuss-Plauen）
    - 旅: 少將 約翰·魯道夫·斯波克 (Johann Rudolph Sporck)
    - 旅: 少將 彼得·卡爾·奧特·馮·巴托爾凱茲（英语：Peter Karl Ott von Bátorkéz）
    - 旅: 少將 约瑟夫·欧奇考伊·冯·欧奇科（英语：Joseph Ocskay von Ocsko）
    - 17個營 (15,272人)、13個戰隊 (2,349人)、24門火砲

  - 右中(第二)縱隊: 陸軍元帥 米夏埃尔·冯·梅拉斯（英语：Michael von Melas） (14,403人)
    - 旅: 少將 彼得·古默 (Peter Gummer)
    - 旅: 少將 亚当·巴亚利奇·冯·巴亚哈扎（英语：Adam Bajalics von Bajahaza）
    - 師: 陸軍元帥 卡爾·菲利普·塞博滕多夫（英语：Karl Philipp Sebottendorf）[10]
      - 旅: 少將 弗兰茨·尼科莱蒂 (Franz Nicoletti)
      - 旅: 少將 菲利普·皮托尼·馮·丹嫩费爾德（英语：Philipp Pittoni von Dannenfeld）

    - 19個營 (13,676人), 4個戰隊 (727人), 24門火砲

  - 左中(第三)縱隊: 陸軍元帥 保罗·达维多维奇（英语：Paul Davidovich） (9,892人)
    - 旅: 少將 安東·費迪南德·米特羅夫斯基（英语：Anton Ferdinand Mittrowsky）
    - 旅: 少將 安东·利普陶伊·德·基什福卢德（英语：Anton Lipthay de Kisfalud）
    - 旅: 少將 莱贝雷希特·施皮格尔 (Leberecht Spiegel)
    - 11個營 (8,274人), 10個戰隊 (1,618人), 40門火砲

  - 左(第四)縱隊: 陸軍元帥 約翰·梅薩羅什·馮·索伯斯洛（英语：Johann Mészáros von Szoboszló） (5,021人)
    - 旅: 少將 霍亨索伦-黑欣根的弗里德里希·弗兰茨·克萨韦尔亲王（英语：Prince Friedrich Franz Xaver of Hohenzollern-Hechingen）
    - 旅: 少將 費迪南德·明克維茨 (Ferdinand Minckwitz)
    - 5個營 (3,949人), 7個戰隊 (1,072人), 10門火砲

  - 曼圖亞駐軍:陸軍元帥 約瑟夫·坎托·迪莱斯 (Joseph Canto d'Irles) (13,753人)[11]
    - 旅: 少將 格哈德·羅塞米尼（英语：Gerhard Rosselmini） (3,666人共5個營)
    - 旅: 少將 約瑟夫·菲利普·武卡索維奇 (2,449人共3個營)
    - 旅: 上校（英语：Oberst） 卡爾·薩利施 (Karl Salisch) (1,489人共6個營)
    - 旅: 少將 馬蒂亞斯·魯卡維納·馮·博伊諾格拉德（英语：Mathias Rukavina von Boynograd） (2,443人共5個營)
    - 旅: 上校 斯特魯里奧尼 (Strurioni) (2,298人共2.5個營)
    - 獨立部隊: 434名騎兵共3.5個戰隊、96名工兵、701名砲兵

## 註腳
1. ↑  Smith, 119
2. ↑  Boycott-Brown, 378–379
3. ↑  Boycott-Brown, 388
4. ↑  Boycott-Brown, 380–402
5. ↑  Boycott-Brown, 415
6. ↑  Fiebeger, 12
7. ↑  Boycott-Brown, 378. Boycott-Brown's strengths for Despinoy and Sérurier were used, and Gardanne and Beaumont were added.
8. ↑  Fiebeger, 13. Fiebeger listed the OOB except for Mantua.
9. ↑  Boycott-Brown, 378-379. The author listed 98 position guns, this does not include a theoretical total of 94 battalion guns.
10. ↑  Boycott-Brown, 378. Sebottendorf supervised Nicoletti and Pittoni.
11. ↑  Boycott-Brown, 364-365

## 外部連結
以下連結列出這些奧軍及法軍將領的全名
- Broughton, Tony. napoleon-series.org Generals Who Served in the French Army during the Period 1792-1815（页面存档备份，存于）
- Smith, Digby & Kudrna, Leopold (compiler). napoleon-series.org Austrian Generals of 1792-1815（页面存档备份，存于）